# The Haunted World of El Superbeasto
The Haunted World of El Superbeasto – amerykański, wielogatunkowy film animowany z 2009 roku. 
Jest to piąty pełnometrażowy film Zombie, należy do podgatunku exploitation. Obraz oparto na serii komiksów autorstwa reżysera. W rolach pierwszo- i drugoplanowych wystąpili aktorzy hollywoodzcy, jak i wcześniejsi współpracownicy Roba Zombie: m.in. Paul Giamatti, Sheri Moon, Rosario Dawson, Danny Trejo, Sid Haig, Bill Moseley. Film miał swoją premierę 12 września 2009. Spotkał się z limitowaną dystrybucją. W scenariuszu zawarto nawiązania do popularnych pozycji kina grozy, także do horrorów Roba Zombie.

## Opis fabuły
Zmęczony meksykański wrestler El Superbeasto staje do walki z Dr. Satanem, szalonym naukowcem, który usiłuje przejąć władzę nad światem. Wtóruje mu siostra, wojownicza Suzi-X. Plany chce im pokrzyżować armia nazistów-zombie.

## Obsada
- Tom Papa − El Superbeasto
- Sheri Moon Zombie − Suzi-X
- Paul Giamatti − Dr. Satan/Steve Wachowski
- Rosario Dawson − Velvet Von Black
- Tom Kenny − Otto
- Brian Posehn − Murray, robot
- Ken Foree − Luke St. Luke
- Geoffrey Lewis − Lenny
- Rob Paulsen − El Gato/komendant Hess
- Daniel Roebuck − Morris Green
- Danny Trejo − Rico
- Debra Wilson − Delores
- Harland Williams − Gerard, eksterminator
- Cassandra Peterson − Amber
- Clint Howard − Cthulu
- April Winchell − pani Grace Appleton/Liza/Babs/Dolly/Joan/Gloria/Scripty/Helga Strudel
- John DiMaggio − Burt the Spurt
- Sid Haig − Kapitan Spaulding
- Bill Moseley − Otis
- Jeff Bennett − Nerdy Patron
- Tura Satana − Varla
- Dee Bradley Baker − nazista-zombie